# Beiwe Corona
La Beiwe Corona è una struttura geologica della superficie di Venere.